# Guadalcanal

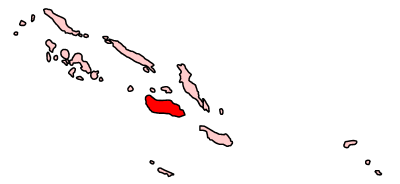
Guadalcanals läge i Salomonöarna.

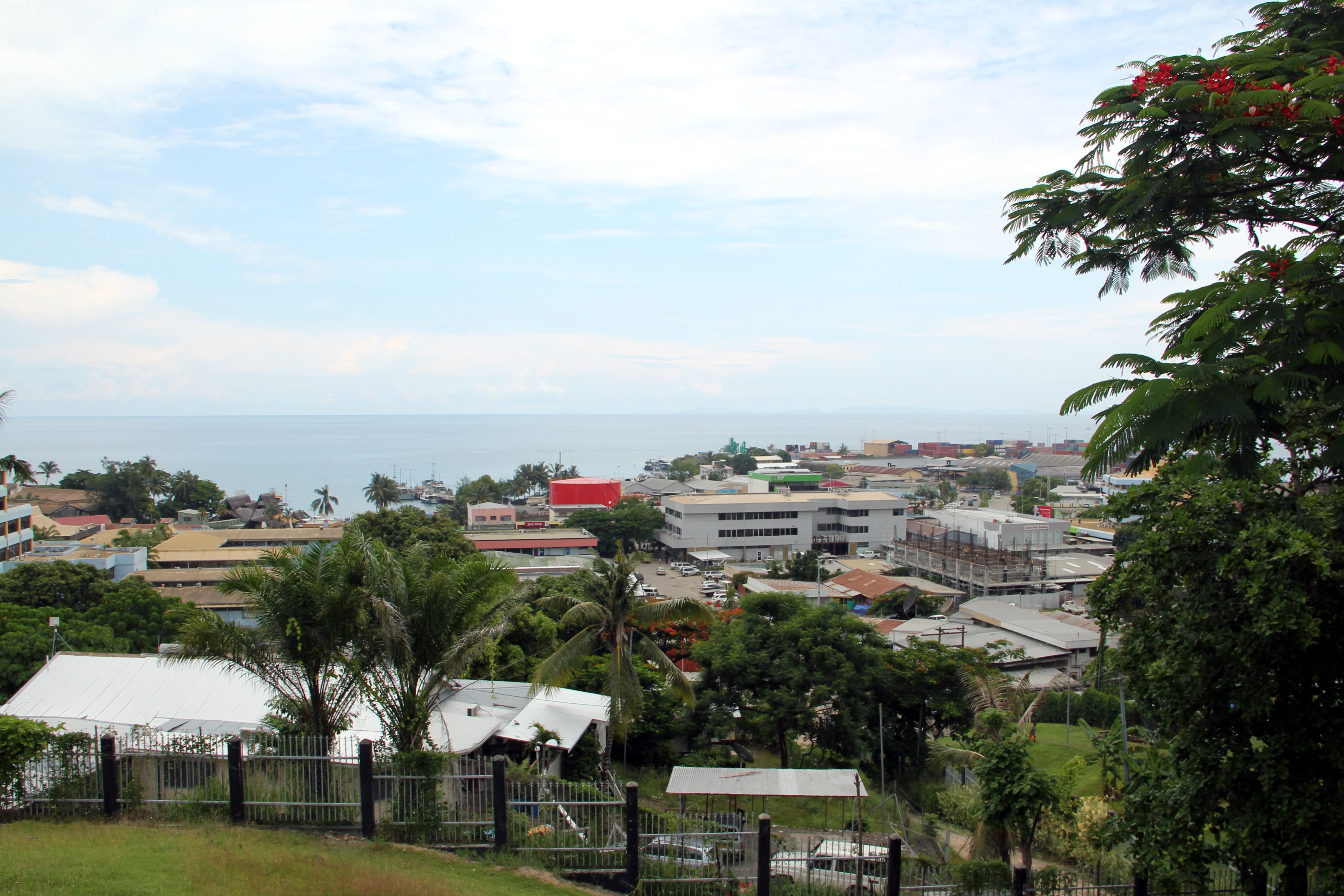
Honiara.

För andra betydelser, se Guadalcanal (olika betydelser).
Guadalcanal är en 5 300 km² stor ö i Stilla havet och en provins i Salomonöarna. Den består till största del av djungel. Ön blev skådeplats för det viktiga slaget om Guadalcanal under andra världskriget. Salomonöarnas huvudstad Honiara är belägen på ön.
En spansk expedition under ledning av Álvaro de Mendaña upptäckte Guadalcanal 1568. Den namngavs av Mendañas underordnade Pedro de Ortega efter dennes hemstad i Andalusien, Guadalcanal. Han kunde emellertid inte stava namnet riktigt (såväl Guadarcana, Guarcana som Guadalcana användes) och ön blev senare bekant som Guadalcanar. Senare blev den en del av det brittiska imperiet och 1932 ändrade britterna stavningen till nuvarande Guadalcanal.
Efter anfallet mot Pearl Harbor och Singapore trängde de japanska styrkorna längre in i Stilla havet och nådde Guadalcanal i maj 1942. USA valde ön som sin första stora invasion av en ö som hölls av Japan. Guadalcanal blev en viktig vändpunkt i kriget.
Slaget om Cape Esperance utkämpades den 11 oktober 1942 på Guadalcanals nordvästkust. Då besegrade den amerikanska marinen en japansk flotta som var på väg med truppförstärkning till ön. Amerikanska styrkor invaderade ön och efter sex månaders strider drevs de japanska trupperna till havs den 15 januari 1943. Den 9 februari 1943 förklarade amerikanska myndigheter att Guadalcanal var säkrad.